# Edward Gardère
Edward Gardère (Gérardmer, 25 de febrero de 1909-Buenos Aires, 24 de julio de 1997) fue un deportista francés que compitió en esgrima, especialista en las modalidades de florete y sable.
Participó en dos Juegos Olímpicos de Verano en los años 1932 y 1936, obteniendo en total tres medallas, oro en Los Ángeles 1932 y dos platas en Berlín 1936. Ganó nueve medallas en el Campeonato Mundial de Esgrima entre los años 1930 y 1938.

## Palmarés internacional
| Juegos Olímpicos   | Juegos Olímpicos             | Juegos Olímpicos  | Juegos Olímpicos    |
| Año                | Lugar                        | Medalla           | Prueba              |
| ------------------ | ---------------------------- | ----------------- | ------------------- |
| 1932               | Los Ángeles (Estados Unidos) | Medalla de oro    | Florete por equipos |
| 1936               | Berlín (Alemania)            | Medalla de plata  | Florete individual  |
| 1936               | Berlín (Alemania)            | Medalla de plata  | Florete por equipos |
| Campeonato Mundial |                              |                   |                     |
| Año                | Lugar                        | Medalla           | Prueba              |
| 1930               | Lieja (Bélgica)              | Medalla de plata  | Florete por equipos |
| 1934               | Varsovia (Polonia)           | Medalla de plata  | Florete por equipos |
| 1935               | Lausana (Suiza)              | Medalla de oro    | Florete individual  |
| 1935               | Lausana (Suiza)              | Medalla de plata  | Florete por equipos |
| 1937               | París (Francia)              | Medalla de plata  | Florete individual  |
| 1937               | París (Francia)              | Medalla de plata  | Florete por equipos |
| 1938               | Pieštany (Checoslovaquia)    | Medalla de plata  | Sable por equipos   |
| 1938               | Pieštany (Checoslovaquia)    | Medalla de plata  | Florete por equipos |
| 1938               | Pieštany (Checoslovaquia)    | Medalla de bronce | Florete individual  |